# Isla Genovesa
Isla Genovesa är en ö i Ecuador.   Den ligger i provinsen Galápagos, i den västra delen av landet, 1 300 km väster om huvudstaden Quito. Arean är 14,0 kvadratkilometer.
Terrängen på Isla Genovesa är platt. Öns högsta punkt är 74 meter över havet. Den sträcker sig 5,3 kilometer i nord-sydlig riktning, och 4,9 kilometer i öst-västlig riktning.